# Anglo-American Club Zurych
Anglo-American Club Zurych – szwajcarski klub piłkarski z siedzibą w Zurychu.

## Historia
Anglo-American Club został założony w 1895 roku w Zurychu przez miejscowych studentów angielskich. Członek założyciel Szwajcarskiego Związku Piłki Nożnej, Anglo-American Club nie uczestniczył w pierwszych mistrzostwach Szwajcarii 1897/98. Ale w następnym sezonie 1898/99 osiągnął swój najlepszy wynik, najpierw wygrał grupę wschodnią przed Grasshopper Club i FC Zürich, a w rundzie finałowej po dyskwalifikacji Lausanne Football and Cricket Club spotkał się w meczu finałowym z BSC Old Boys, w którym zdobył tytuł mistrza po wygranej 7:0.
W sezonie 1899/00 zespół nie zakwalifikował się do rundy finałowej, zajmując trzecie miejsce w grupie wschodniej za Grasshoppersem i FC Zürich.
W 1900 roku klub został rozwiązany.

## Sukcesy

### Trofea międzynarodowe
Nie uczestniczył w rozgrywkach europejskich (stan na 31-05-2014).

### Trofea krajowe
| \| \| Zdobyte trofea w rozgrywkach Szwajcarii (stan na: 31-05-2014) \| |                                                               |      |          |
| Rozgrywki                                                              | Osiągnięcie                                                   | Razy | Sezon(y) |
| · Mistrzostwo                                                          | I miejsce                                                     | 1    | 1899     |
| · Mistrzostwo                                                          | II miejsce                                                    | 0    |          |
| · Mistrzostwo                                                          | III miejsce                                                   | 0    |          |
| Puchar                                                                 | zdobywca                                                      | 0    |          |
| Puchar                                                                 | finalista                                                     | 0    |          |
| II liga                                                                | I miejsce                                                     | 0    |          |
| II liga                                                                | II miejsce                                                    | 0    |          |
| II liga                                                                | III miejsce                                                   | 0    |          |
| Szwajcaria                                                             | Zdobyte trofea w rozgrywkach Szwajcarii (stan na: 31-05-2014) |      |          |